# Ausbilder in der Feuerwehr
Ein Ausbilder in der Feuerwehr, meist Kreisausbilder genannt, ist ein Ausbilder bei der Feuerwehr in Deutschland, der einen entsprechenden Lehrgang gemäß FwDV 2 erfolgreich absolviert hat. Er soll die theoretische und praktische Feuerwehrausbildung in den nicht an Landesfeuerwehrschulen stattfindenden Lehrgängen durchführen. Die hier beschriebenen Regelungen sind deutschlandweit einheitlich in der FwDV 2 beschrieben. Weil das Feuerwehrwesen in Deutschland in die Gesetzgebungskompetenz der Länder fällt, können landesspezifisch zusätzliche oder abweichende Regelungen bestehen.

## Ausbildung zum Ausbilder
Der Ausbilderlehrgang umfasst mindestens 35 Unterrichtsstunden und beinhaltet die Themenblöcke Rechtsgrundlagen, Grundlagen des Ausbildens und Unterrichtsgestaltung (Methodik und Didaktik). Zwingende Voraussetzung für die Zulassung zu jedem Ausbilderlehrgang ist die Qualifikation als Gruppenführer. Darüber hinaus können je nach Fachrichtung weitere Voraussetzungen bestehen:
- Lehrgang Ausbilder für die Truppausbildung; laut FwDV 2 keine zusätzliche Voraussetzung, lokal können Abweichungen bestehen; für die Erste-Hilfe-Ausbildung im Rahmen der Truppausbildung muss zusätzlich eine entsprechende rettungsdienstliche Qualifikation vorgewiesen werden,
- Lehrgang Ausbilder für Maschinisten; zusätzliche Voraussetzung: Lehrgang „Gerätewarte“ oder, alternativ, ein verkürzter, fachspezifischer Lehrgang zum Erwerb der notwendigen Fachkunde,
- Lehrgang Ausbilder für Atemschutzgeräteträger; zusätzliche Voraussetzung: Lehrgang „Atemschutzgerätewarte“ oder, alternativ, ein verkürzter, fachspezifischer Lehrgang zum Erwerb der notwendigen Fachkunde,
- Lehrgang Ausbilder für Sprechfunker; zusätzliche Voraussetzungen: Lehrgang „Sprechfunker“.

Alle Ausbilder in der Feuerwehr sind, wie auch alle Führungskräfte der Feuerwehr, zur regelmäßigen Teilnahme an Fortbildungsseminaren angehalten.

## Feuerwehrbeamte als Ausbilder in der Feuerwehr
Feuerwehrangehörige mit der Laufbahnbefähigung des gehobenen oder höheren feuerwehrtechnischen Dienstes dürfen laut FwDV 2 Abs. 1.12 auch ohne Absolvierung der oben genannten Lehrgänge als Ausbilder tätig werden, da die Führungsausbildung und Erwachsenenbildung feste Bestandteile der Laufbahnausbildung sind. Für Fachrichtungen wie z. B. Ausbilder für Maschinisten müssen gesondert besucht werden. Je nach Bundesland können anderweitige Regelungen gelten.